# Шинвари, Амир Хамза
Амир Хамза хан Шинвари также известный как «Хамза Баба» и «Баба-и-Газаль» (пушту امیر حمزہ شینواری‎; 1907, Ланди-Котал, Британская Индия — 18 февраля 1994, там же, Пакистан) – видный пакистанский писатель
, поэт, сценарист, драматург, переводчик, писал на языке пушту и урду.

## Биография
Представитель племени Шинвари этнических  пуштунов, пятый сын Брамир-хана. Учился в Университетской школе Исламия, тогда же начал писать стихи на урду. Работал на железной дороге, в киноиндустрии в Бомбее.
Его творчество считается сплавом классической и современной поэзии. Писал классическую поэзию, сочетал её с новейшими нововведениями, привносил новые идеи в пуштанские газели. Он также известен как один из основателей пуштуских газелей. 
Его работы изучаются в Университетах Пешавара. Основал Хайберскую школу пуштунской литературы. 
Автор более 25 книг стихов и прозы, сборников лирики «Пробуждение» (1956), сборников четверостиший «Ветерок с Хайбара» (1968). романа «Новые волны» (1957), киносценариев, путевых заметок, очерков, эссе. Хамза был также литературным критиком и драматургом, поставившим около 200 пьес для радио Пакистана. Переводил стихи поэта-философа Мухаммада Икбала на язык пушту.
Хамза Баба также является автором первого в истории пуштуского фильма «Лайла Маджнун». Он также сыграл роль в упомянутом фильме.